# Zinaida Serebriakova
Zinaida Evghenievna Serebriakova (nume de fată: Lanceray) (ucraineană Зінаїда Євгенівна Серебрякова) (n. 10 decembrie 1884, Harkov - d. 19 septembrie 1967, Paris) a fost o pictoriță ruso-ucraineană, membră a familiei Benoit, stabilită în Franța, în 1924, după ce i s-a refuzat revenirea în Uniunea Sovietică.

## Biografie

### Familia
Zinaida Serebriakova s-a născut lângă Harkov (astăzi în Ucraina) într-una dintre cele mai rafinate și cultivate familli ale Rusiei Imperiale, familia Benois.
Bunicul său, Nicholas Benois, a fost celebrul arhitect, președintele Societății Arhitecților și membru al Academiei de Științe Ruse. Unchiul său Alexandre Benois, a fost celebrul pictor, fondatorul grupului de artă Mir iskusstva. Tatăl său, Evgheni Nikolaievici Lanceray, a fost cunoscutul sculptor, iar mama sa a fost foarte talentată la desen.
Fratele său, Nikolai Evghenievici Lanceray, a fost un arhitect talentat, iar celălalt frate, Evgheni Evghenievici Lanceray, a ocupat un loc important în arta rusă și, mai apoi, sovietică drept maestru al graficii și al picturii monumentelor.
Actorul și scriitorul Peter Ustinov a fost, de asemenea, rudă de-a sa.

### Tinerețea
În anul 1900 a absolvit școala de fete și a intrat la școla de arte fundată de prințesa M. K. Tenișeva. A studiat cu Ilia Repin în 1901 și cu Braz artist în portrete între 1903 și 1905. Între anii 1902 și 1903 călătorește și studiază în Italia și între anii 1905 și 1906 studiază la Académie de la Grande Chaumière în Paris.
În anul 1905 se căsătorește cu vărul său primar, Boris Serebriakov, fiul surorii tatălui său.

### Anii fericiți
Printre primele sale lucrări se numără, Țărăncuța (1906) și Înflorirea orhideei (1908), lucrări care vorbesc de la sine despre dorința sa de a picta frumusețea peisajelor și a oamenilor Rusiei.
Recunoașterea sa ca pictor vine o dată cu lucrarea Autoportret. La masa de machiaj în anul 1909, expus într-o expoziție a Uniunii Artiștilor Ruși în anul 1910. Autoportretul a fost urmat de Fete îmbăindu-se (1911) și portretul mamei sale, Ecaterina Lanceray, în 1912.
S-a alăturat grupării Mir iskusstva în anul 1911, dar a stat departe de membrii grupării, preferând să imortalizeze teme populare și natura.
Între 1914 și 1917, Zinaida Serebriakova, produce o serie de picturi cu teme din viața rurală a Rusiei ca Țăranii (1914-1915), Țărăncuțe dormind și Înălbirea rufelor (1917). 

### Revoluția
La începutul Revoluției din Octombrie în anul 1917, Serebriakova era la moșia familiei sale, iar viața ei s-a schimbat radical. Soțul său a murit contaminând tifos într-o închisoare bolșevică, în anul 1919. Ea rămânând singură, fără nici un venit, responsabilă cu creșterea celor patru copii și îngrijirea mamei sale bolnave. Întrega moșie le-a fost confiscată, iar familia suferea de înfometare. În acestă perioadă își imortalizează copiii orfani în lucrarea Casa din cărți de joc.
După Revoluție a refuzat să-și schimbe stilul către popularul futurism rusesc în acea perioadă și, de asemenea, a refuzat să realizeze portrete ale comisarilor sovietici. Dar a găsit o slujbă la Muzeul Arheologic din Harkov, unde a schițat în creion exponate.
În decembrie 1920 s-a mutat în apartamentul bunicului său din Petrograd, dar după Revoluția din Octombrie, proprietarii de trebuiau să împartă apartamentele cu alții, dar spre fericirea ei a trebuit să împartă apartamentul cu alți artiști de la Tetrul de Artă din Moscova. Astfel, Serebriakova a lucrat în această perioadă concentrțndu-se pe viața teatrală.
În această perioadă fiica sa, Tatiana, a intrat la academia de balet, iar Serebriakova a creat o serie de pasteluri la Teatrul Mariinsky.

### Paris
În toamna lui 1924, Serebriakova a mers la Paris, primind un comision pentru o lucrare murală mare. După finalizarea lucrării a dorit să se întoarcă în Uniunea Sovietică, la familia sa, dar accesul i-a fost interzis. Astfel, deși, a reușit în anul 1926, respectiv 1928 să-și aducă în Franța, copiii mai tineri Aleksandr și Katerina, nu a reușit să-i aducă pe Evgheni și Tatiana, rămânând despărțită de ei pentru zeci de ani de zile.
Între 1928 și 1930 călătorește în Africa, vizitând Marocul, fiind fascinată de peisajele nord africane, a pictat Munții Atlas și femei arabe și africane în costume etnice. În această perioadă pictează, de asemnenea, pescari bretoni.
În anul 1947, Serebriakova obține cetățenia franceză și reușește să-și reia relațiile cu familia din Uniunea Sovietică după venirea la putere al lui Nikita Hrușciov.
În anul 1960, după 36 de ani, fiica sa Tatiana a fost lăsată să o viziteze la Paris. Tatiana lucra în acest timp ca scenarist la Teatrul de Artă din Moscova. 
Lucrările Serebriakovei au fost expuse în Uniunea Sovietică la Moscova, Leningrad și Kiev, în anul 1966, fiind primite cu entuziasm, ea fiind comparată cu Botticelli și Renoir. Deși, a trimis peste 200 de lucrări în Uniunea Sovietică, mare parte a lucrărilor sale sunt în Franța și la ora actuală.
Zinaida Serebriakova moare la Paris în 19 septembrie 1967, la vârsta de 82 de ani. Este înmormântată în cimitirul rusesc din  Sainte-Geneviève-des-Bois.

## Galerie

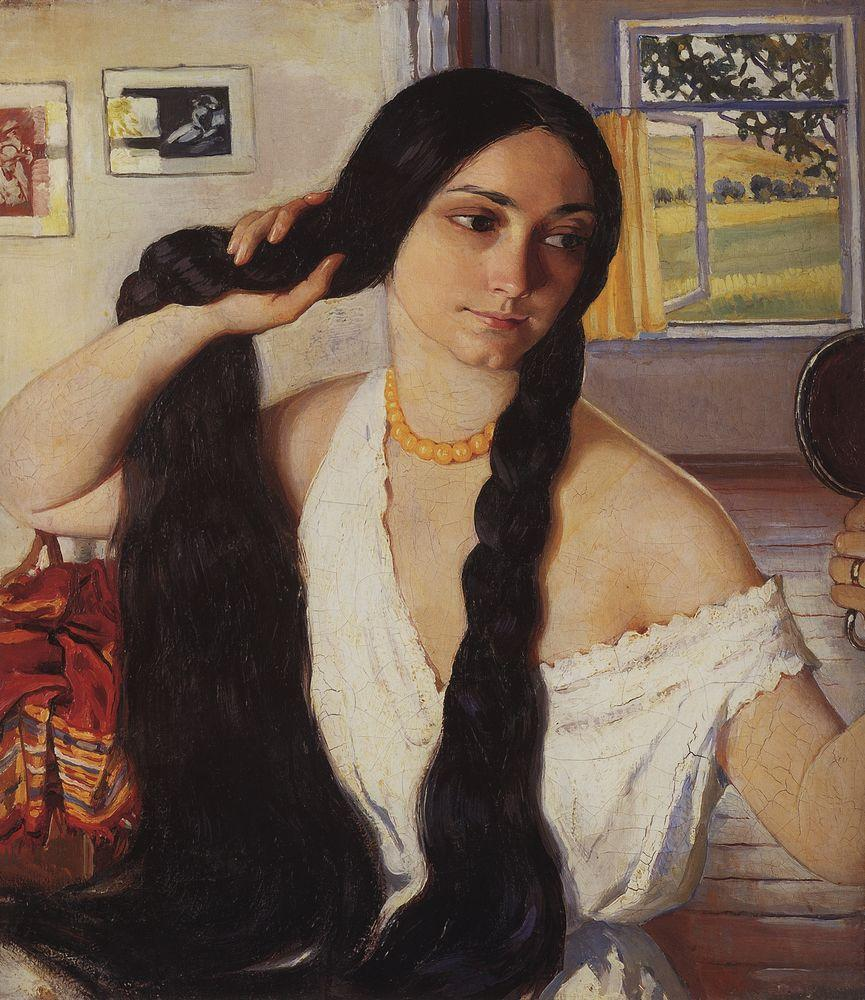
Portretul Olgăi Lanceray (1910)
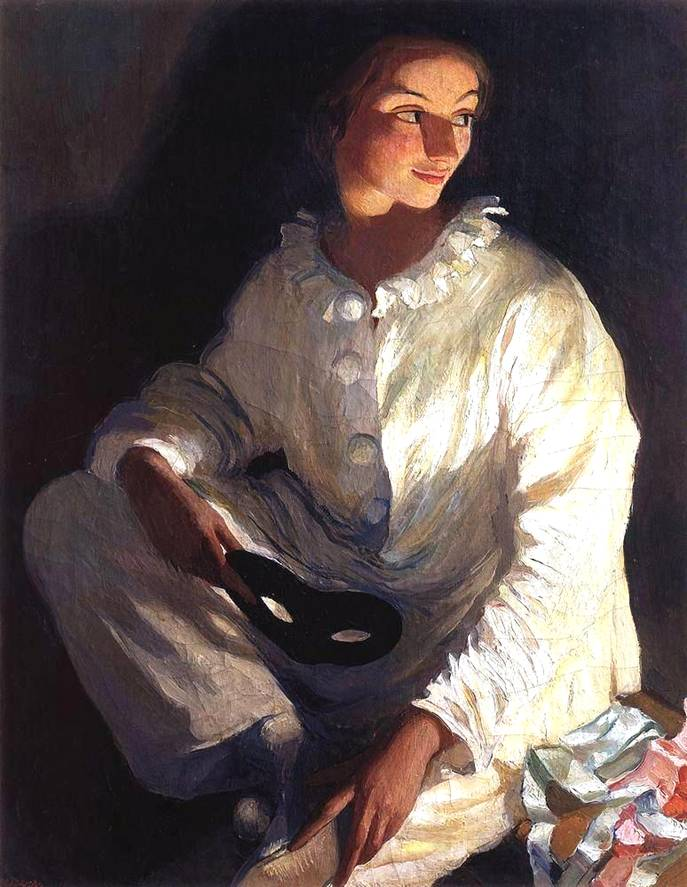
Autoportret ca Pierrot (1911)
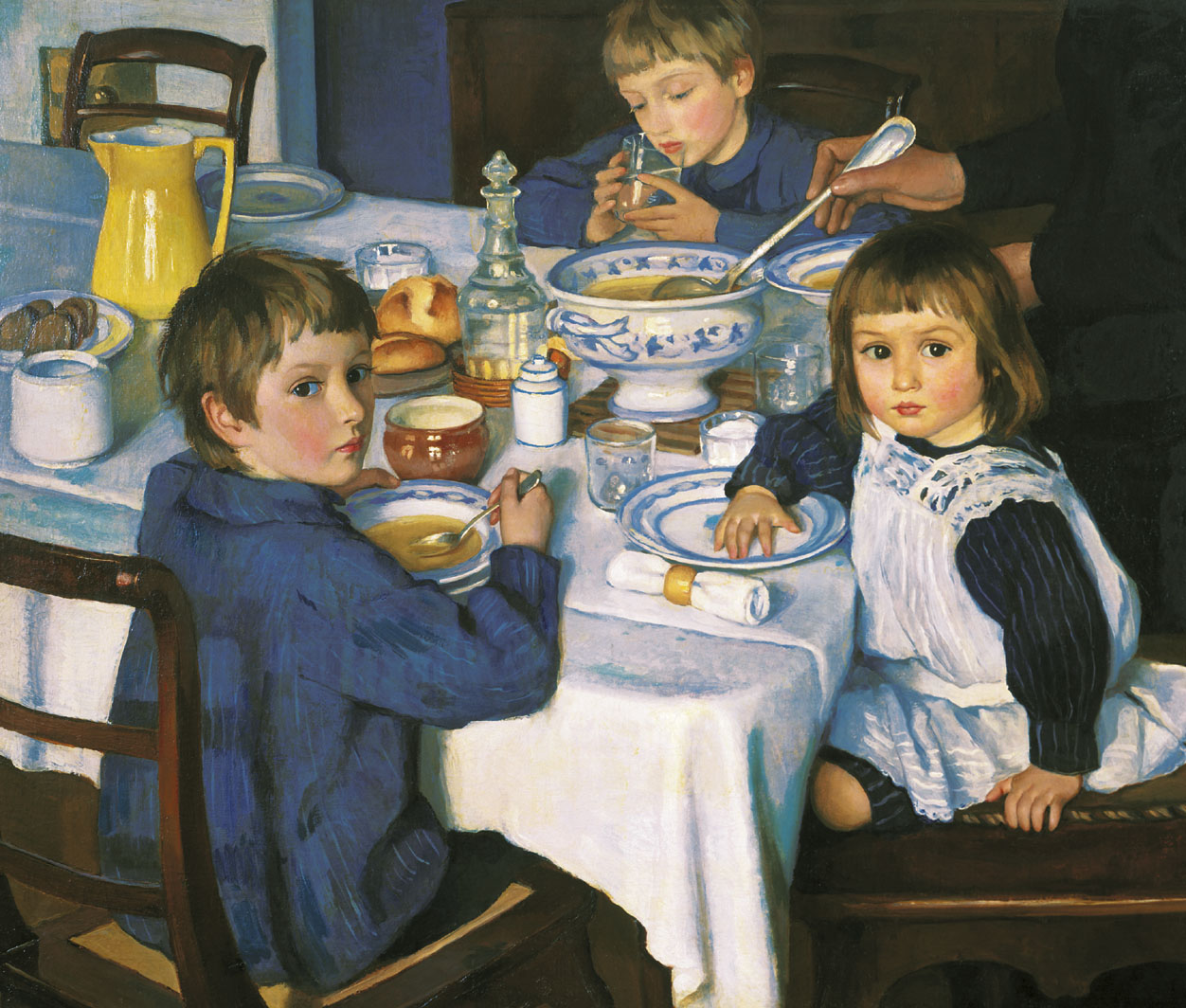
La mic dejun (1914)
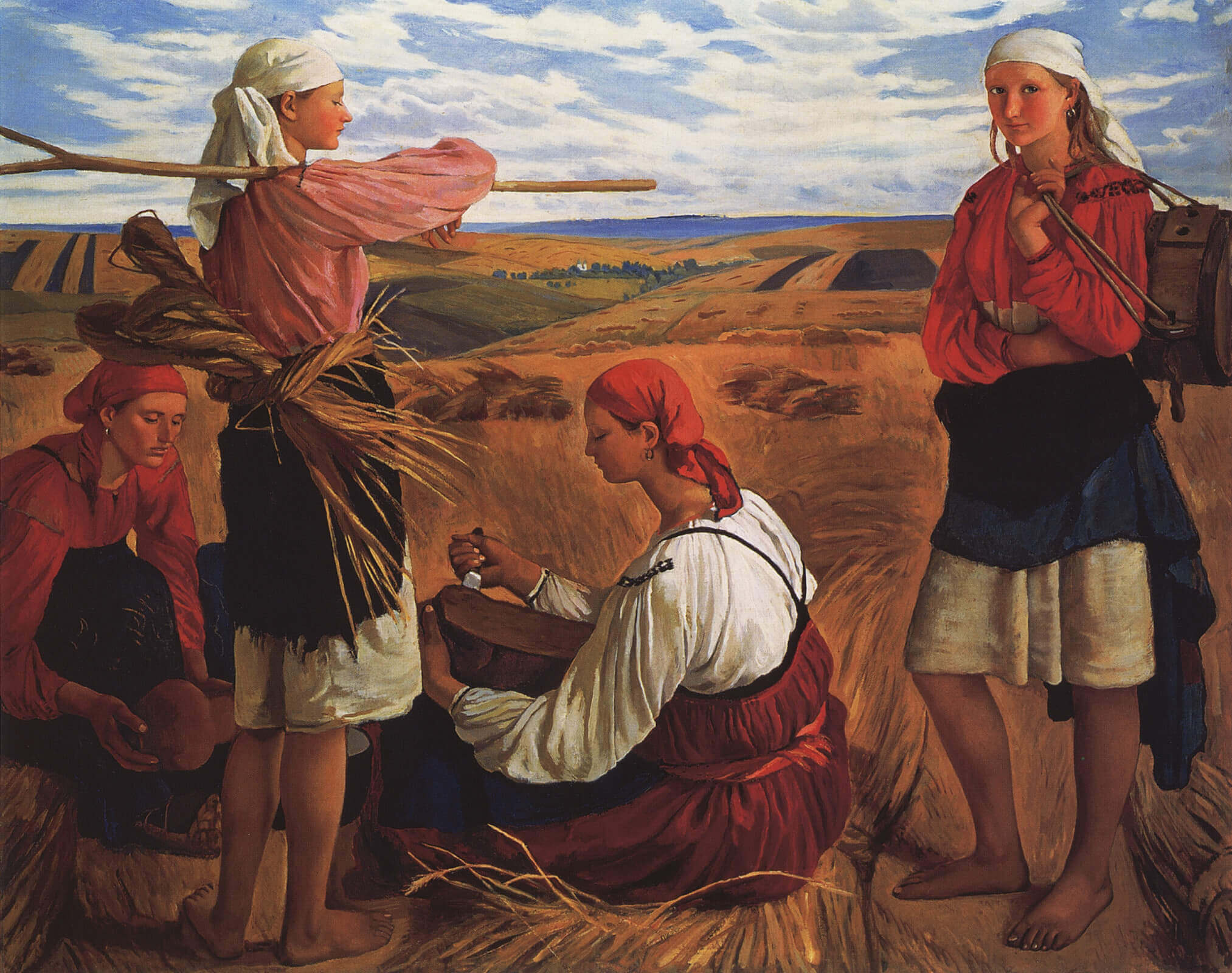
Secerișul (1915)